# Violeta Muro
Violeta Patricia Muro Mesones (Ferreñafe, 18 de mayo de 1980) es una abogada y política peruana. Fue alcaldesa de la provincia de Ferreñafe en el lapso 2019-2022 y consejera del Gobierno Regional de Lambayeque entre 2015 y 2018.

## Biografía
Violeta Muro nació en Ferreñafe, ciudad ubicada en el departamento de Lambayeque en Perú, el 18 de mayo de 1980. Es hija de Alejandro Muro Távara, exalcalde de la provincia de Ferreñafe, y de Flor Mesones Sernaqué.
Cursó sus estudios primarios y secundarios en su ciudad natal. Entre 1998 y 2003 cursó estudios superiores de Derecho y Ciencias Políticas en la Universidad Nacional Pedro Ruiz Gallo de Chiclayo.

## Trayectoria
Su primera participación política fue en las elecciones regionales del año 2014 cuando fue candidata a consejera del Gobierno Regional de Lambayeque por la provincia de Ferreñafe, siendo miembro del partido político Alianza para el Progreso. Muro logró salir elegida y fue juramentada para el periodo 2015-2018.
En las elecciones del año 2018, se presentó como candidata a la alcaldía de la provincia de Ferreñafe por Alianza para el Progreso y finalmente fue elegida como alcaldesa para el periodo 2019-2022, sucediendo en el cargo a su padre Alejandro Muro Távara.